# 1192
Високе Середньовіччя •  Золота доба ісламу •  Реконкіста •  Хрестові походи •  Київська Русь

## Геополітична ситуація
Ісаак II Ангел очолоє Візантію (до 1195). Генріх VI є імператором Священної Римської імперії (до 1197). Філіп II Август править у Франції (до 1223).
Апеннінський півострів розділений: північ належить Священній Римській імперії, середню частину займає Папська область, більша частина півдня належить Сицилійському королівству. Деякі міста півночі: Венеція, Піза, Генуя тощо, мають статус міст-республік, частина з яких об'єднана Ломбардською лігою.
Південь Піренейського півострова в руках у маврів. Північну частину півострова займають християнські королівства Кастилія, Леон (Астурія, Галісія), Наварра, Арагон (Арагон, Барселона) та Португалія. Річард Левове Серце є королем Англії (до 1199), королем Данії — Кнуд VI (до 1202).
У Києві княжить Святослав Всеволодович (до 1194). Володимир Ярославич займає галицький престол (до 1198). Ярослав Всеволодович княжить у Чернігові (до 1198), Всеволод Велике Гніздо у Володимирі-на-Клязмі (до 1212). Новгородська республіка та Володимиро-Суздальське князівство фактично відокремилися від Русі. У Польщі період роздробленості. На чолі Угорського королівства стоїть Бела III (до 1196).
В Єгипті, Сирії та Палестині править династія Аюбідів, невеликі території на Близькому Сході утримують хрестоносці. У Магрибі панують Альмохади. Сельджуки окупували Персію та Малу Азію. Хорезм став наймогутнішою державою Середньої Азії. Гуриди контролюють Афганістан та Північну Індію. У Китаї співіснують держава ханців, де править династія Сун, держава чжурчженів, де править династія Цзінь, та держава тангутів Західна Ся. На півдні Індії домінує Чола. В Японії триває період Камакура.

## Події
- Наступ хрестоносців на чолі з англійським королем Річардом Левове Серце на Єрусалим зазнав невдачі. 2 вересня Річард Левове Серце уклав у Яффі з Салах ад-Діном мирний договір, що завершив Третій хрестовий похід.
- 9 жовтня, після шістнадцяти місяців боїв, армія хрестоносців на чолі з Річардом Левове Серце залишила Палестину.
- У грудні Річард Левове Серце потрапив у полон до австрійського герцога Леопольда V.
- Австрійське герцогство приєднало до себе Штирію.
- Утворилося Кіпрське королівство, першим королем якого став Гі де Лузіньян.
- Асасини вбили претендента на трон Єрусалимського королівства Конрада Монферратського. Королівство формально очолила Ізабела Єрусалимська, хоча правив її чоловік Генріх Шампанський.
- Мінамото но Йорітомо отримав титул сьоґуна. Утворився сьоґунат Камакура.
- Гуридський полководець Кутб ад-Дін Айбек завдав поразки раджпутам у другій битві під Тараїном. Загинув магараджа Прітхвірадж III.